# Martinho Lutero Galati
Pour les articles homonymes, voir Galati.
Martinho Lutero Galati de Oliveira (né le 29 septembre 1953 et mort le 25 mars 2020) est un chef d'orchestre brésilien né à Alpercata. Il est décédé à São Paulo en mars 2020 du COVID 19. 